# Гамера против Гирона
«Гамера против Гирона» (в оригинале — «Гамера против гигантского злобного монстра Гирона» (яп. ガメラ対大悪獣ギロン Гамэра Таи Даиакудзу: Гирон)) — японский фантастический кайдзю-фильм режиссёра Норияки Юаса, пятый о Гамере, второй о Гяосе и первый о Гироне. Мировая премьера состоялась 21 марта 1969 года.
Релиз оригинальной версии фильма на DVD состоялся 21 сентября 2010 года. В комплект на диске входит другой фильм с Гамерой — «Гамера против Джайгера».

## Сюжет
Двум мальчикам-друзьям Акио и Тому посчастливилось увидеть прилетевший на Землю космический корабль. Недолго думая, они решают пробраться в него, игнорируя опасения младшей сестры Томоко, что это чревато серьёзными последствиями. На корабле никого не оказывается, и Акио решает попытаться включить управление. Ему это удаётся - корабль поднимается и уносит друзей в космическое пространство, а оставшаяся на Земле Томоко сразу бежит рассказывать родителям и полиции о случившемся, но её слова никто не воспринимает всерьёз.
В космосе Акио и Том пытаются справиться с управлением корабля, но его механизм устроен слишком сложно. Корабль едва не сталкивается с огромным астероидом, но на помощь прилетает супер-черепаха Гамера. Она некоторое время сопровождает корабль, а потом по неизвестной причине улетает.
Через некоторое время корабль приносит Акио и Тома на планету Терра, расположенную напротив Земли, но за Солнцем, поэтому об её существовании никто из астрономов не догадывается. Ландшафт планеты представляет собой гористую пустыню, где, впрочем, есть глубокое озеро, на берегу которого расположен жилой комплекс, сооружённый по новейшим технологиям. Внутри здания Том и Акио знакомятся с хозяйками этой местности - Барбеллой и Флорбеллой. Те показывают им своего ручного удивительного монстра Гирона с огромным ножевидным лезвием на голове. Гирон является кем-то вроде сторожевого пса планеты, защищающего её от нашествий Космических Гяосов. Одного из них он сначала лишает крыльев, после чего своим лезвием отрубает голову беспомощному Космическому Гяосу и разрубает на куски уже мертвое тело монстра. Поначалу Акио и Том находятся вне себя от радости, что им принадлежит открытие целой планеты и иной разумной жизни, но вскоре выясняется, что у жительниц Терры намерения вовсе не дружелюбные - они хотели бы оставить Терру и переселиться на Землю. Узнав от Акио, что Землю защищает Гамера, мальчиков берут в плен.
В это время на Терру прилетает Гамера. Из подземелья у озера сразу появляется Гирон и начинается схватка монстров. Гамера пытается спалить Гирона пламенем, но тот практически невосприимчив к огню, он выстреливает в Гамеру острыми лезвиями, а потом едва не раскалывает её панцирь своей головой. Гамера падает в озеро, а Гирон скрывается в своём логове.
Думая, что Гамера мертва, Барбелла и Флорбелла решают заняться подготовкой к отлёту на Землю, но в это время Акио и Том высвобождаются из своей камеры, при этом случайно повредив механизм управления и выпустив Гирона из логова. Монстр набрасывается на взлетающий корабль, тот падает. Флорбелла застреливает придавленную обломком Барбеллу, хотя могла бы ей помочь. Она возвращается в здание, минуя Гирона, но тут из озера появляется Гамера. Начинается новая битва, в ходе которой жилой комплекс частично разрушается, Флорбелла погибает, а Акио и Том включают оборонительную ракету и выстреливают в монстров. Гамера перенаправляет ракету в Гирона и тот взрывается.
Акио и Том забираются в корабль, на котором прилетели сюда, и Гамера доставляет их на Землю к неописуемому удивлению их обеспокоенных мам, полиции и учёных-астрономов.

## Дополнительные сведения
- В США фильм вышел под руководством American International Pictures. Название фильма было изменено на «Атака монстров» (Attack of the Monsters).
- Из-за бюджетного ограничения фильма чучело Космического Гяоса, показанное в этом фильме, было тем же, которое раннее использовалось на съёмках фильма «Гамера против Гяоса», только здесь его перекрасили в серебряный цвет. Аналогично по тем же причинам в декорации внутреннего интерьера жилого комплекса планеты Терра использовалось множество элементов из декорации интерьеров космического корабля инопланетян в фильме «Гамера против Вираса».
- Это один из пяти фильмов с Гамерой, который эпизодировался дважды в комедийном сериале Загадочный научный театр 3000.